# Nahapetavan
Nahapetavan (in armeno Նահապետավան?) è un comune di 817 abitanti (2001) della provincia di Shirak in Armenia.